# Славољуб Гавриловић
Славољуб Славко Гавриловић (Честин, 1. август 1923 — Бечеј, 29. јун 2024) био је доктор пољопривредних наука (сточарство).

## Биографија
Гавриловић је рођен  1923. године у Честину, у Гружи (општина Кнић), од оца Тошовић Љубомира и мајке Даринке рођене Богдановић.
Завршио је Нижу пољопривредну школу у Крагујевцу 1941. године и Средњу пољопривредну школу у Сомбору 1951. На Пољопривредном факултету у Земуну дипломирао је на ратарском одсеку 1958. После дипломирања три године радио је у СРЗ „Тиса” у Бечеју. Од 1961. године непрекидно је радио у Пољопривредном комбинату (ПИК) „Бечеј” у Бечеју, као управник Пољопривредног погона „Пољаника”, а затим погона за „Краве и млеко”.
Године 1964. по потреби даљег развоја сточарства формира службу за селекцију домаћих животиња, те као руководилац исте ради у оквиру ООУР-а Говедарство. Маја 1971. године успешно је положио испите III степена на Пољопривредном факултету у Новом Саду, и одбранио специјалистички рад „Фенотипске варијације репродуктивних и производних особина популације црно-шареног (фризијског) говечета” на ПИК-у „Бечеј”.
Ради интезивирања производње у говедарству врши укрштања домаћих шарених крава са биковима источно фризијске расе, те са мелезима Ф-1, Р1 и Р2 постиже значајно повећање млечности овог запата крава. Година 1970. иницира увоз Холштајн-фризијских стеоних јуница, те је увезено 680 грла истих. Ради упознавања ове расе јавља се потреба бољег упознавања производних и репродуктивних својстава те расе у условима Војводине (Бечеја). Због тога врши опсежна истраживања, ради добијања резултата уз сарадњу и савет са Пољопривредним факултетом у Новом Саду.
Објављује резултате својих истраживања у часописима који се баве пољопривредно-сточарском проблематиком. 15. јуна 1979. године одбранио је докторску дисертацију са темом „Утицај укрштања домаћег шареног говеда са Холштајн-фризијским на млечне особине и музне карактеристике”.
Осамдесетих година XX века формира се сектор за Развој и унапређење пољопривредне производње, те као руководилац истог ради 1986. године.
Последње две године радног стажа ради као научно стручни саветник и крајем 1988. године одлази у пензију.
Славољубов допринос развоју комбината Бечеј је био врло значајан.

## Награде и признања
У току радног века активно ради у разним друштвено-политичким удружењима, нарочито у раду Удружења Пољопривредних инжењера и техничара; АПЗ Србије и Савезном удружењу, од којих је добио повеље. Као заслужни члан за друштвени рад одликован је „Орденом рада са сребрним венцем”.
Задружни савез Југославије Славољубу је доделио повељу са златном плакетом у знак признања за изузетан допринос развоју пољопривреде и задругартсва, и социјалистичких самоуправних односа на селу.

## Научни и стручни радови
Списак објављених научних и истаживачких радова по редоследу објављивања:
- Славољуб Гавриловић- „Утицај укрштања домаћег шареног говеда са Холштајн-фризијским на млечне особине и музне карактеристике”, докторска дисертација, Пољопривредни факултет Нови Сад, 1979.
- Ладислав Кончар, Иван Бранд и Момир Симић, Славко Гавриловић, „Млечност и репродукцијске особине популације домаћег шареног говечета у „ПИК Бечеј” Бечеј”, Савремена пољопривреда бр. 9, 1969. године
- Божидар Митрошиновић, Славољуб Гавриловић-,, ПИК Бечеј” Бечеј - „Производња и репродуктивна својства домаћег шареног и фризијског говечета у условима „ПИК Бечеј” Бечеј”, документација „Пољопривреда за технологију и технику”, сепарат 89, свеска 8/1970.
- Божидар Митрошиновић, Славољуб Гавриловић, „Фенотипске варијације репродукцијских особина црно-шареног (фризијског) говечета запата „ПИК Бечеј” Бечеј”,  документација „Пољопривреда за технологију и технику”, сепарат 65, свеска 9-10/1971.
- М. Ненадовић, С. Гавриловић, „Фонетска повезаност трајања сервис периода и производње млека црно-шарених крава”, документација „Пољопривреда за технологију и технику”, сепарат 26, свеска 5-6/1972.
- С. Гавриловић, Д. Миторвић, Утицај сезоне тељења крава црно-шареног говечета на производњу млека и млечне масти”, Југословенски часопис за пољопривреду „Савремена пољопривреда” Нови Сад, бр.9-1972.год. (XX)
- Божидар Митрошиновић, Славољуб Гавриловић, Ладислав Кончар, „Варијабилност фенотипова млечних и музних особина увезеног Холштајн-фризијског говечета”, Југословенски часопис за пољопривреду „Савремена пољопривреда” Нови Сад, бр.1-1973.год. (XXI)
- Павловић М., Ненадовић М., Гавриловић С., Вучинић Ј., „Рано оплођавање јуница домаће шарене расе обзиром на економска искоришћавања крава”, Наука и пракса у сточарству, UDK: 636.27.082.454 (042) 861(497.1)
- С. Гавриловић, Б. Митрашиновић, Д. Митровић, „Могућност гајења Холштајн-фризијских крава у условима Бечеја”,  Југословенско друштво за проучавање и унапређење сточарства, сепарат мај 1973.год, Херцег Нови
- Милан Белић, Мирослав Панић, Миленко Ненадовић, Славко Гавриловић, „Ефекат укрштања домаћег шареног са црно-белим (фризијским) говечетом на неке производне особине мелеза”, Архив за Пољопривредне науке, год. XXXVII, св.100, Београд 1974. године
- Миленко Нанадовић, Миливоје Павловић, Љубомир Ромчевић, Славко Гавриловић, „Однос између трајања лактације и производње млека црно-шарених крава и могућност свођења млечности на стандардну лактацију”, Сточарство 1974/28-35-43
- Миленко Ненадовић, Славољуб Гавриловић, Јован Вучинић, „Однос узраста код првог тељења и животне производности домаћих шарених крава”, Сточарство 1975/29:347-356. бр.11-12
- Божидар Митрошиновић, Славољуб Гавриловић, „Производни резултати узгоја говеда Холштајн-фризијске расе у „ПИК Бечеј” Бечеј”, документација „Пољопривреда за технологију и технику”, сепарат 28, свеска 5-6/1975.
- Божидар Митрошиновић, Славољуб Гавриловић, Јован Планчак, Ладислав Кончар, „Упоредни резултати това јунади Холштајн-фризијске расе и домаћег шареног говечета”, „Пољопривреда за технологију и технику”, сепарат 30, свеска 5-6/1975.
- Миленко Ненадовић, Славољуб Гавриловић, Владимир Живковић, Вук Караџић, „Испитивање утицаја нивоа млечности на фертилитет Холштајн-фризијских крава”, Пољ. факултет универзитета у Сарајеву, JU ISSN 0033-8583, Сарајево 1976.
- М. Ненадовић, дипл.инж. С. Гавриловић, дипл.вет. В. Живковић, В. Јаковљевић- Пољопривредни факултет Нови Сад, „ПИК Бечеј” Бечеј- „ Утицај retentio sekundarum на производњу млека високо-продуктивних крава”, Југословенски конгрес за репродукцију домаћих животиња
- Ненадовић М., Гавриловић С., Вучинић Ј., Вучковић В. -,, Утицај бикова-очева на дужину искоришћавања и животну производност њихових кћери”,  Ветеринарски гласник, год.XXXI бр.4, Београд 1977. године.
- Божидар Митрошиновић, Славољуб Гавриловић, М. Ненадовић, Ладислав Кончар, „Упоредна испитивања односа телесне развијености и млечности првотелки црно-беле и мелеза Ф 1 са Холштајн-Фризијском расом”, Институт за сточарство „Зборник радова” бр.9-10/1977. године, Нови Сад
- М. Ненадовић, М. Медић, С. Гавриловић, Ј. Вучинић, „Утицај наследних фактора на дужину искоришћења и животну производност крава домаће шарене расе”, Сточарство 1978/32: 117-123, бр.3-4.
- С. Гавриловић, Ј. Планчак, Г. Боаров, Л. Кончар, „Упоредни резултати това јунади домаћег шареног говеда и Мелеза Ф1 генерације (домаћег-шареног и црвеног Холштајн-фризијскиг говеда)”, Удружени рад производње и знаности у говедарству, сепарат, Осијек 14. и 15. Липањ, 1978.
- М. Ненадовић, Д. Медић, С. Гавриловић, „Примена метода регресије кћери-мајке при оцени хератебилитета дуговечности и животне производности крава”, Савремена Пољопривреда бр.7-8. год. XXXI, 1978. Нови Сад
- М. Ненадовић, С. Гавриловић, Мирослав Панић, „Испитивање херибилитета неких особина дуговечности и производности домаћих шарених и црно-белих крава”, Савремена пољопривреда бр. 1-2, год.XXXI, 1978. Нови Сад
- Миленко Ненадовић, Славољуб Гавриловић, Вук Караџић, Бранислав Степанов, Константин Крстић, „Испитивање односа између дужине сервис периода и млачности Холштајн-фризијских крава у првој лактацији”, Сточарство, год.XXXIII/1979. бр.7-8.
- Славољуб Гавриловић, Љерка Боројевић, Александар Субаков, „Производња млека и структура трошкова у цени коштања млека у Р. О. Бечеј”, Економика производње снаге бр. 3/1979.
- Миленко Ненадовић, Славољуб Гавриловић, Јован Вучинић, Драгољуб Медић, „Испитивање повезаности неких особина мајки и кћери у популацији говеда домаће шарене расе”, Југословенска заједница за научно-истраживачките организацијии во области на сточарките науки, Књига и Охрид 25,26,427. IV/1979.
- М. Ненадовић, Радомир Јовановић, Славољуб Гавриловић, Владимир Живковић, Вук Караџић, Б. Степанов, „Оптимални узраст Холштајн-фризијских јуница при увођењу у приплод”, Институт за примену науке у пољопривреди, Београд 1980.год.
- Славољуб Гавриловић, А. Субаков, В. Јаковљевић, В. Петровић, „ Производња млека у систему слободног држања крава на фарми „Заливно Поље”, Институт за примену науке у пољопривреди, Београд 1980.
- Славољуб Гавриловић, Производни ефекти укрштања говеда у условима „ПИК Бечеј” Бечеј”, Пољопривреда, 274-275, 1981. године
- Миленко Ненадовић, Славољуб Гавриловић, Ј. Вучинић, „Испитивање утицаја наследних фактора на плодност крава у току живота”, Институт за сточарство Нови Сад, Зборник радова бр.11-12, 1981. године.
- Миленко Ненадовић, Славољуб Гавриловић, Ј. Вучинић, Драгослав Стевић, Душан Mијић, „Упоредно испитивање млечних и репродукцијских особина домаћег шареног и Р1 генерације из укрштања са Холштајн- фризијским говедом”, Сточарство 36:1982 (11-12) 427-434
- Славољуб Гавриловић, Вук Караџић, Александар Субаков, Владета Петровић, Александар Јовановић, „Упоредни резултати производње млека, репродукције и цене коштања у везаном и слободном систему држања крава у „ПИК Бечеј” Бечеј”, Економика пољопривреде бр.9/1984.
- Витомир Видовић, Christine Mari Anit, Славољуб Гавриловић, Вук Караџић, Золт Немеш, „Поређење оцене генетских и фенотипских параметара код важнијух својстава крава фризијске расе у узастопним лактацијама”, Савремена пољопривреда 11-12/1986. година XXXIV, Нови Сад
- Миленко Ненадовић, Славољуб Гавриловић, Вук Караџић, Золт Немеш, Александар Субаков, „Истраживање узрока неповољног тока приноса млека по редоследу лактација”, Сточарство 41:1987 (9-10) 293-302
- Миленко Ненадовић, Емил Челиковић, Ј. Вучинић, Славољуб Гавриловић, „Могућност објективне оцене плодности стада применом кориговања процента отељених крава”, Сточарство 41:1987 (11-12) 375-380
- Миленко Ненадовић, Никола Пејић, Славољуб Гавриловић, Вук Караџић, Александар Субаков, „Наследни фактори и узроци излучења из приплода у популацији црно-беле расе”, Сточарство 42:1988(3-4) 85-92
- Миленко Ненадовић, Никола Пејић, Славољуб Гавриловић, Ј. Вучинић, „Учесталост излучивања код крава из приплода према узроцима и броју телења у току живота”, Савремена пољопривреда вол.36, 5-6/1988, стр.193. Година XXXVI, Нови Сад
- Миленко Ненадовић, Никола Пејић, Славољуб Гавриловић, Александар Субаков, Владета Петровић, „Истраживање оптималне технологије одгајивања јуница и њиховог увођења у приплод”, Савремена пољопривреда вол.36, 1-2/1988. Нови Сад
- Славољуб Гавриловић, Вук Караџић, Александар Субаков, Даринка Радаковић, Золт Немеш, „Искуство и тренд развоја производње млека у „ПИК-у Бечеј”, Сточарство 43:1989 (1-2) 77-85.[2]
- Славољуб Гавриловић, Вук Караџић, Александар Субаков, Милан Кубат, „Искуства и резултати у производњи млека у „ПИК-у Бечеј”, С. Р. Хрватска, Републички комитет за пољопривреду и шумарство, сепарат са саветовања „Могућност дугорочног развоја говедарства у С. Р. Хрватској”, Загреб 29-30, јун 1983.